# Insaisissables
Ne doit pas être confondu avec Les Insaisissables.
Série Insaisissables
Insaisissables 2
(2016)
Pour plus de détails, voir Fiche technique et Distribution.
Insaisissables ou Insaisissable au Québec (Now You See Me) est un film américano-français de Louis Leterrier et sorti en 2013.
Il met en scène quatre prestigieux magiciens voleurs, réputés pour distribuer de l'argent à la fin de chacun de leur spectacle, et le combat des forces de l'ordre pour les arrêter.
Malgré des critiques assez mitigées dans la presse, le film est un succès mondial au box-office avec plus de 350 millions de dollars récoltés. Il remporte le People's Choice Award du meilleur thriller ainsi que des nominations aux Empire Awards. Après le succès du film, deux suites sont produites : Insaisissables 2 de Jon Chu sorti en 2016 et un troisième film prévu pour 2025.

## Synopsis
Un illusionniste, Daniel Atlas, son ancienne assistante, Henley Reeves, un prestidigitateur pickpocket, Jack Wilder, et un mentaliste hypnotiseur aigrefin, Merritt McKinney, sont recrutés par un mystérieux anonyme. Un an plus tard, ils forment « Les 4 Cavaliers », un groupe d'illusionnistes conduits par le charismatique Daniel Atlas. Ils font d'abord un spectacle à Las Vegas, dans lequel ils surprennent le public en cambriolant, en direct et à distance, une banque en France et en faisant pleuvoir sur le public les billets de banque volés. Puis, à La Nouvelle-Orléans, ils dérobent les millions de leur mécène, Arthur Tressler, un assureur n'ayant pas indemnisé les victimes de l'ouragan Katrina, afin de les répartir sur les comptes bancaires du public, composé d'invités floués par Tressler.
Dylan Rhodes, un agent du FBI, est déterminé à arrêter les illusionnistes avant qu'ils mènent à bien un projet de cambriolage beaucoup plus ambitieux, mais il se voit obligé de faire équipe avec Alma Dray, une détective française d'Interpol dont il se méfie immédiatement. Dans son désespoir devant la difficulté de l'enquête, Dylan contacte Thaddeus Bradley, un animateur de télévision qui démonte les tours des magiciens dans ses émissions. Il leur révèle les secrets des illusionnistes, en les assurant que le vol de la banque a été réussi grâce à des déguisements et des trucages vidéo. Dylan et Alma s'accordent finalement sur le fait que « les Quatre Cavaliers » disposent de l'aide d'une cinquième personne et que sa capture est la clé de l'enquête.
Alors que la pression monte et que tout le monde attend le spectaculaire show final des « Quatre Cavaliers », Dylan et Alma s'efforcent de coincer le groupe d'illusionnistes.

## Fiche technique
- Titre original : Now You See Me
- Titre français : Insaisissables
- Titre québécois : Insaisissable
- Réalisation : Louis Leterrier
- Scénario : Ed Solomon, Boaz Yakin et Edward Ricourt, d'après une histoire d'Edward Ricourt et Boaz Yakin
- Musique : Brian Tyler
- Direction artistique : Scott Plauche, Jose C Premole, Thomas Valentine et Kim Jennings[1]
- Décors : Peter Wenham
- Costumes : Jenny Eagan
- Photographie : Larry Fong et Mitchell Amundsen
- Son : David Parker, Steve Boeddeker, Andrii Trifonov
- Montage : Robert Leighton et Vincent Tabaillon
- Production : Alex Kurtzman, Roberto Orci et Bobby Cohen

Production exécutive (France) : Yuki Suga
Production déléguée : Boaz Yakin, Michael Schaefer et Stan Wlodkowski
Production associée : Julia Spiro et Brian Tucker
- Sociétés de production[2] :
  - États-Unis : See Me Louisiana, Kurtzman / Orci Paper Products, avec la participation de Summit Entertainment
  - France : Soixan7e Quin5e
- Sociétés de distribution : 
  - États-Unis : Lionsgate et Summit Entertainment
  - France : SND Films
  - Belgique : Entertainment One et Starway Film Distribution
  - Canada : Entertainment One
  - Suisse : Ascot Elite Entertainment Group
- Budget : 75 millions de $[3]
- Pays de production :  États-Unis,  France
- Langues originales : anglais, français
- Format[4] : couleur (DeLuxe) - 35 mm / D-Cinema - 2,39:1 (Cinémascope) - son Dolby Digital | Datasat | SDDS | Dolby Atmos | Dolby Surround 7.1
- Genre : thriller, policier, film de casse
- Durée : 115 minutes ; 125 minutes (version longue)
- Dates de sortie[5] :
  - États-Unis, Québec[6] : 31 mai 2013
  - France, Belgique, Suisse romande[7] : 31 juillet 2013
- Classification[8] :
  -  États-Unis : Accord parental recommandé, film déconseillé aux moins de 13 ans (certificat #48261) (PG-13 - Parents Strongly Cautioned)[Note 1].
  -  France : Tous publics avec avertissement (visa d'exploitation no 137251)[9].
  -  Québec : Tous publics (G - General Rating).
  -  Suisse : Interdit aux moins de 10 ans[10].

## Distribution
- Mark Ruffalo (VF : Rémi Bichet ; VQ : Sylvain Hétu) : Dylan Rhodes, agent du FBI
- Mélanie Laurent (VF : elle-même ; VQ : Kim Jalabert) : Alma Dray, agent d'Interpol
- Jesse Eisenberg (VF : Donald Reignoux ; VQ : Hugolin Chevrette-Landesque) : Daniel Atlas
- Woody Harrelson (VF : Jérôme Pauwels ; VQ : Louis-Philippe Dandenault) : Merritt McKinney, le mentaliste
- Isla Fisher (VF : Dorothée Pousséo ; VQ : Émilie Gilbert) : Henley Reeves
- Dave Franco (VF : Yoann Sover ; VQ : Nicholas Savard L'Herbier) : Jack Wilder
- Michael Caine (VF : Frédéric Cerdal ; VQ : Vincent Davy) : Arthur Tressler, le mécène des Quatre Cavaliers
- Morgan Freeman (VF : Benoît Allemane ; VQ : Guy Nadon) : Thaddeus Bradley
- Michael Kelly (VF : Arnaud Arbessier ; VQ : Antoine Durand) : l'agent Fuller
- Han Soto : l'agent Painters
- Common (VF : Gunther Germain ; VQ : François Godin) : Evans
- José Garcia (VF et VQ : lui-même) : Étienne Forcier, le spectateur français dont la banque est cambriolée
- David Warshofsky (VF : Pierre Laurent ; VQ : Sébastien Dhavernas) : Cowan
- Caitriona Balfe : Jasmine Trassler
- Jessica Lindsey : Hermia
- Laura Cayouette (VF : Claire Guyot) : la femme hypnotisée
- Elias Koteas : Lionel Shrike (non crédité)

Sources et légende : Version française (VF) sur AlloDoublage et RS Doublage et Version québécoise (VQ) sur Doublage Québec

## Production

### Attribution des rôles
Jake Gyllenhaal était le premier choix pour incarner Dylan Rhodes, rôle qui revient finalement à Mark Ruffalo. Le rôle de Henley Reeves est quant à lui proposé à Amanda Seyfried et Andrea Riseborough, avant qu'Isla Fisher soit choisie. D'autres noms seront par ailleurs évoquées pour divers rôles : Olivia Wilde, Jim Carrey, Colin Firth, Hugh Grant, Sacha Baron Cohen et Philip Seymour Hoffman,.

### Tournage
Le tournage a lieu de janvier à avril 2012. Il se déroule à New York (Long Island City, Brooklyn), Los Angeles (Orpheum Theatre, Downtown), Chicago, La Nouvelle-Orléans (City Park), Las Vegas (Neon Museum, ...) ainsi qu'à Paris.
Chose assez rare au cinéma, le film compte deux directeurs de la photographie : Larry Fong a principalement mis en image les scènes de magie alors que Mitchell Amundsen s'est chargé des scènes d'action.
L'équipe a pu bénéficier des conseils du magicien David Kwong (en) qui a officié comme consultant.
Lors du tournage d'une scène dans un bassin rempli d'eau, l'actrice Isla Fisher  s'est retrouvée bloquée enchaînée : « Ma chaîne s’est bloquée dans la grille qui se trouvait au fond du bassin. Je me suis demandé si c’était comme ça que j’allais mourir : devant tous ces figurants, et en maillot de bain... ». Michael Caine s'est quant à lui retrouvé bloqué toute une nuit dans le studio, après s'être assoupi dans sa loge.

### Bande originale
Bandes originales de Insaisissables
Insaisissables 2
(2016)
En mars 2012, il est annoncé que le duo The Chemical Brothers va composer la musique du film. En janvier 2013, David Sardy est finalement annoncé pour les remplacer. En mars 2013, c'est finalement Brian Tyler qui est confirmé,
Selon le compositeur, sa partition pour le film est très différente de ses œuvres précédentes car c'est une combinaison de plusieurs styles musicaux. Il explique avoir utilisé des cordes modernes pour refléter la nature capricieuse du film et une musique live qui reflète la musique des films James Bond des années 1960 et les partitions de Henry Mancini. Brian Tyler joue ici de la batterie et du vibraphone, de la basse, des congas et du piano pour refléter le style d'enregistrement des années 1940 et 1950. Il a collaboré avec l'Orchestre philharmonique de Londres.
Liste des titres
| 1.    | Now You See Me                       |  |                                              | 5:26 |
| 2.    | The Four Horsemen                    |  |                                              | 3:34 |
| 3.    | Now You See Me (Reprise)             |  |                                              | 1:49 |
| 4.    | Sun (Jesse Marco remix)              |  | Two Door Cinema Club                         | 4:45 |
| 5.    | Now You Don't                        |  |                                              | 4:21 |
| 6.    | Entertainment                        |  | Phoenix                                      | 3:38 |
| 7.    | Sleight of the Mind                  |  |                                              | 4:45 |
| 8.    | Now You See Me (Robert DeLong remix) |  |                                              | 3:40 |
| 9.    | Welcome to the Eye                   |  |                                              | 5:49 |
| 10.   | Codec                                |  | Zedd                                         | 6:01 |
| 11.   | Cineramascope                        |  | Galactic feat. Trombone Shorty & Corey Henry | 3:14 |
| 12.   | Now You See Me (Spellbound Remix)    |  |                                              | 4:19 |
| 51:21 |                                      |  |                                              |      |

## Sortie et accueil

### Critique
Le film reçoit des critiques mitigées de la part de la presse, obtenant 50 % d'avis favorables sur le site Rotten Tomatoes pour 149 commentaires collectés et une moyenne de 5,7⁄10, une moyenne de 50⁄100 sur le site Metacritic pour 35 commentaires collectés et une note moyenne de 2,4⁄5 sur le site Allociné pour 16 commentaires collectés.
Les critiques reprochent au film son côté brouillon qui ne masquerait qu'à peine son manque de fond. Ainsi pour Le Monde : « Aux commandes, Louis Leterrier (...), spécialisé dans les films d'action commerciaux, et dont la mise en scène est loin d'être aussi habile que celle dont sont crédités ses magiciens. » Et pour TéléCinéObs : « À l’arrivée, une bouillie de film d’action hystérique, niaiseux et beaufisant, dans laquelle se dissolvent des personnages en carton et une espièglerie en mousse. »[réf. nécessaire].

### Box-office
Le film est un succès au box-office se plaçant à la seconde place lors de sa sortie, après Fast and Furious 6 et devançant After Earth, avec plus de 29 millions de dollars pour son week-end d'ouverture aux États-Unis.
| Pays ou région | Box-office        | Date d'arrêt du box-office | Nombre de semaines |
| -------------- | ----------------- | -------------------------- | ------------------ |
| États-Unis     | 117 723 989 $,    | 26 septembre 2013          | 17                 |
| France         | 3 005 837 entrées | 1er octobre 2013           | 14                 |
| Monde          | 351 723 989 $     | 27 octobre 2013            | -                  |

## Distinctions
En 2014, Insaisissables a été sélectionné 4 fois dans diverses catégories et a remporté 1 récompense.

### Récompenses
- Prix du public : Prix du public du Film thriller préféré.

### Nominations
- Académie des films de science-fiction, fantastique et d'horreur - Prix Saturn :
  - Meilleur thriller,
  - Meilleure musique pour Brian Tyler.
- Prix Empire : Meilleur thriller

## Suites
Le 3 juillet 2013, à la suite du succès important du film au box-office, le président de Lionsgate Jon Feltheimer annonce la mise en chantier d'une suite, dont le tournage débutera en 2014. En août 2013, le Français Louis Leterrier, réalisateur du premier film, est confirmé pour cette suite. Cependant, en 2014, Jon M. Chu est officiellement annoncé comme réalisateur du film. Insaisissables 2 (Now You See Me 2) sort en 2016. Un troisième volet ainsi qu'un spin-off se déroulant en Chine sont également prévus.
En septembre 2022, Ruben Fleischer est annoncé à la direction d'Insaisissables 3 (Now You See Me 3) à partir d’un scénario de Seth Grahame-Smith. Jesse Eisenberg et Woody Harrelson sont annoncés au casting.